# Saint-Martin-Longueau

Saint-Martin-Longueau este o comună în departamentul Oise, Franța. În 1 ianuarie 2022 avea o populație de 1.431 de locuitori.